# Grammatica copta
La lingua copta è l'ultimo stadio evolutivo della lingua egizia, caratterizzato dall'uso di un nuovo alfabeto di origine greca e da numerosi prestiti lessicali dal greco. È la lingua liturgica della chiesa copta.

## Sostantivo
Il sostantivo copto può avere tre stati, uno stato assoluto, cioè il nome da solo, uno stato nominale, cioè il nome con un altro nome, e uno stato pronominale, cioè il nome con una particella pronominale.

### Genere
Esistono due generi, maschile e femminile.

### Numero
Il sostantivo copto mantiene in genere il nome invariato ma cambia articolo in base al numero; tranne per alcuni nomi che hanno il plurale.
Es.

### Stati
| Esempio | Traduzione | Stati       | Stati     | Stati         |
| Esempio | Traduzione | Assoluto    | Nominale  | Pronominale   |
| ------- | ---------- | ----------- | --------- | ------------- |
| ⲦⲰⲢⲈ    | mano       | ⲦⲰⲢⲈ (tōre) | ⲦⲎ- (tē-) | ⲦⲞⲞⲦ= (toot=) |

Es. ⲦⲞⲞⲦ= Sua mano da toot= con -f

## Articolo
L'articolo copto può essere determinativo o indeterminativo ed è proclitico, ossia si aggiunge all'inizio della parola.

### Articolo determinativo
L'articolo determinativo è Ⲡ- (p-) per il maschile e Ⲧ- (t-) per il femminile e Ⲛ- (n-) per il plurale.
| Genere | Genere    | Maschile | Femminile |
| ------ | --------- | -------- | --------- |
| Numero | Singolare | Ⲡ- (p-)  | Ⲧ- (t-)   |
| Numero | Plurale   | Ⲛ- (n-)  | Ⲛ- (n-)   |

Es. ⲠⲢⲰⲘⲈ → L'uomo →  da Ⲡ (p-) con ⲢⲰⲘⲈ (rōme)
ⲦⲤⲰϢⲈ → Il campo → da Ⲧ (t-) con ⲤⲰϢⲈ (sōshe)
ⲚⲢⲰⲘⲈ → Gli uomini → da Ⲛ (n-) con ⲢⲰⲘⲈ (rōme)

### Articolo indeterminativo
L'articolo indeterminativo è ⲞⲨ- (ou-) per il singolare e ϨⲈⲚ- (hen-) per il plurale.
| Genere | Genere    | Maschile    | Femminile   |
| ------ | --------- | ----------- | ----------- |
| Numero | Singolare | ⲞⲨ- (ou-)   | ⲞⲨ- (ou-)   |
| Numero | Plurale   | ϨⲈⲚ- (hen-) | ϨⲈⲚ- (hen-) |

Es. ⲞⲨⲀⲢⲬⲰⲚ → Un magistrato → da ⲞⲨ (ou-) con ⲀⲢⲬⲰⲚ (archōn) 
ϨⲈⲚϨⲎⲔⲈ → Dei poveri → da ϨⲈⲚ (hen-) con ϨⲎⲔⲈ (hēke)

## Pronome
I pronomi possono essere personali o dimostrativi e avere stato assoluto o nominale.

### Pronomi personali
| Persona | Persona   | Persona | Persona   | 1°          | 2°            | 3°            |
| ------- | --------- | ------- | --------- | ----------- | ------------- | ------------- |
| Numero  | Singolare | Genere  | Maschile  | ⲀⲚⲞⲔ (anok) | ⲚⲦⲞⲔ (ntok)   | ⲚⲦⲞϤ (ntof)   |
| Numero  | Singolare | Genere  | Femminile | ⲀⲚⲞⲔ (anok) | ⲚⲦⲞ (nto)     | ⲚⲦⲞⲤ (ntos)   |
| Numero  | Plurale   | Plurale | Plurale   | ⲀⲚⲞⲚ (anon) | ⲚⲦⲰⲦⲚ (ntōtn) | ⲚⲦⲞⲞⲨ (ntoou) |

### Pronomi personali prefisso
| Persona | Persona   | Persona | Persona   | 1°          | 2°            | 3°            |
| ------- | --------- | ------- | --------- | ----------- | ------------- | ------------- |
| Numero  | Singolare | Genere  | Maschile  | -Ⲕ- (-k-)   | ⲚⲦⲞⲔ (ntok)   | ⲚⲦⲞϤ (ntof)   |
| Numero  | Singolare | Genere  | Femminile | -Ⲕ- (-k-)   | ⲚⲦⲞ (nto)     | ⲚⲦⲞⲤ (ntos)   |
| Numero  | Plurale   | Plurale | Plurale   | ⲀⲚⲞⲚ (anon) | ⲚⲦⲰⲦⲚ (ntōtn) | ⲚⲦⲞⲞⲨ (ntoou) |

## Verbo
Il verbo copto presenta i tre stati e si coniuga anteponendo al verbo il prefisso pronominale.
| Persona | Persona   | Persona | Persona   | 1°        | 2°              | 3°        |
| ------- | --------- | ------- | --------- | --------- | --------------- | --------- |
| Numero  | Singolare | Genere  | Maschile  | ⲀⲒ- (ai-) | ⲀⲔ- (ak-)       | ⲀϤ- (af-) |
| Numero  | Singolare | Genere  | Femminile | ⲀⲒ- (ai-) | ⲀⲢⲈ- (are-)     | ⲀⲤ- (as-) |
| Numero  | Plurale   | Plurale | Plurale   | ⲀⲚ- (an-) | ⲀⲦⲈⲦⲚ- (atetn-) | ⲀⲨ- (au-) |

### Infinito
L'infinito può avere valore attivo o passivo.

### Qualitativo/stativo
Il qualitativo o stativo esprimono una condizione.

### Causativo
Il causativo esprime una causa; può essere causativo primo o causativo secondo.

#### Causativo primo
Il causativo primo si forma con il prefisso ⲥ-.
Es. ⲥⲙⲓⲛⲉ → da ⲙⲟⲩⲛ (“consolidare”) con prefisso ⲥ- ― “far sì che si consolidi”

### Imperativo
L'imperativo coincide con l'infinito ma esistono alcuni verbi che conservano un antico preformativo ⲁ-, ⲉ-, da un'antica forma <ἰ (demotico ἰ), o ⲁⲣⲓ-.
Es. ⲁⲛⲁⲩ → da ⲛⲁⲩ (“vedere”) con preformativo ⲁ- — “vedi!” 
ⲁⲩⲱⲛ → da ⲟⲩⲱⲛ (“aprire”) con preformativo ⲁ- — “apri!” 
ⲉⲛⲟ → da ⲛⲟ (“vedere”) con preformativo ⲉ- — “vedi!”

### Particelle verbali
ⲚⲀ- → Futuro I
Es. prome nashope → L'uomo nascerà
Ⲛ- o ⲀⲚ → Negazione
Es. mprro an pe → Egli non è il re.
(Ⲙ)ⲘⲚ- → Negazione con il concetto di essere
Es. prome mnnte → Non è all'uomo → L'uomo non ha
ⲘⲀⲢⲈ- → Ottativo
Es. mare pekouosh shope → Nasca (sia fatta) la sua volontà
ⲚϤ- → Congiuntivo
Es. nftaak etootf mpreftihap → Che ti consegni al giudice
ⲦⲀⲢⲈ- → Finale
Ⲉ( )ϢⲀⲚ- → Condizionale
Es. ekshanshine knasine → Se cerchi troverai